# Martînivka, Hadeaci
Martînivka (în ucraineană Мартинівка) este localitatea de reședință a comunei Martînivka din raionul Hadeaci, regiunea Poltava, Ucraina.

## Demografie
Componența lingvistică a localității Martînivka
     Ucraineană (97,41%)
     Rusă (1,21%)
     Alte limbi (1,38%)
Conform recensământului din 2001, majoritatea populației localității Martînivka era vorbitoare de ucraineană (97,41%), existând în minoritate și vorbitori de rusă (1,21%).